# Portugal en los Juegos Olímpicos de Helsinki 1952
Portugal estuvo representado en los Juegos Olímpicos de Helsinki 1952 por un total de 71 deportistas que compitieron en 10 deportes.  
El portador de la bandera en la ceremonia de apertura fue el jugador de waterpolo Máximo Couto.

## Medallistas
El equipo olímpico portugués obtuvo las siguientes medallas:
| Nombre                             | Deporte | Competición |
| ---------------------------------- | ------- | ----------- |
| Oro                                |         |             |
| —                                  |         |             |
| Plata                              |         |             |
| —                                  |         |             |
| Bronce                             |         |             |
| Francisco de Andrade Joaquim Fiúza | Vela    | Star M      |